# 耳叶补血草
耳叶补血草（学名：[Limonium otolepis] 错误：{{Lang}}：文本有斜体标记（帮助））为白花丹科补血草属下的一个种。

## 扩展阅读
- 維基物種上的相關：耳叶补血草